# Zwitsers Nationaal Park

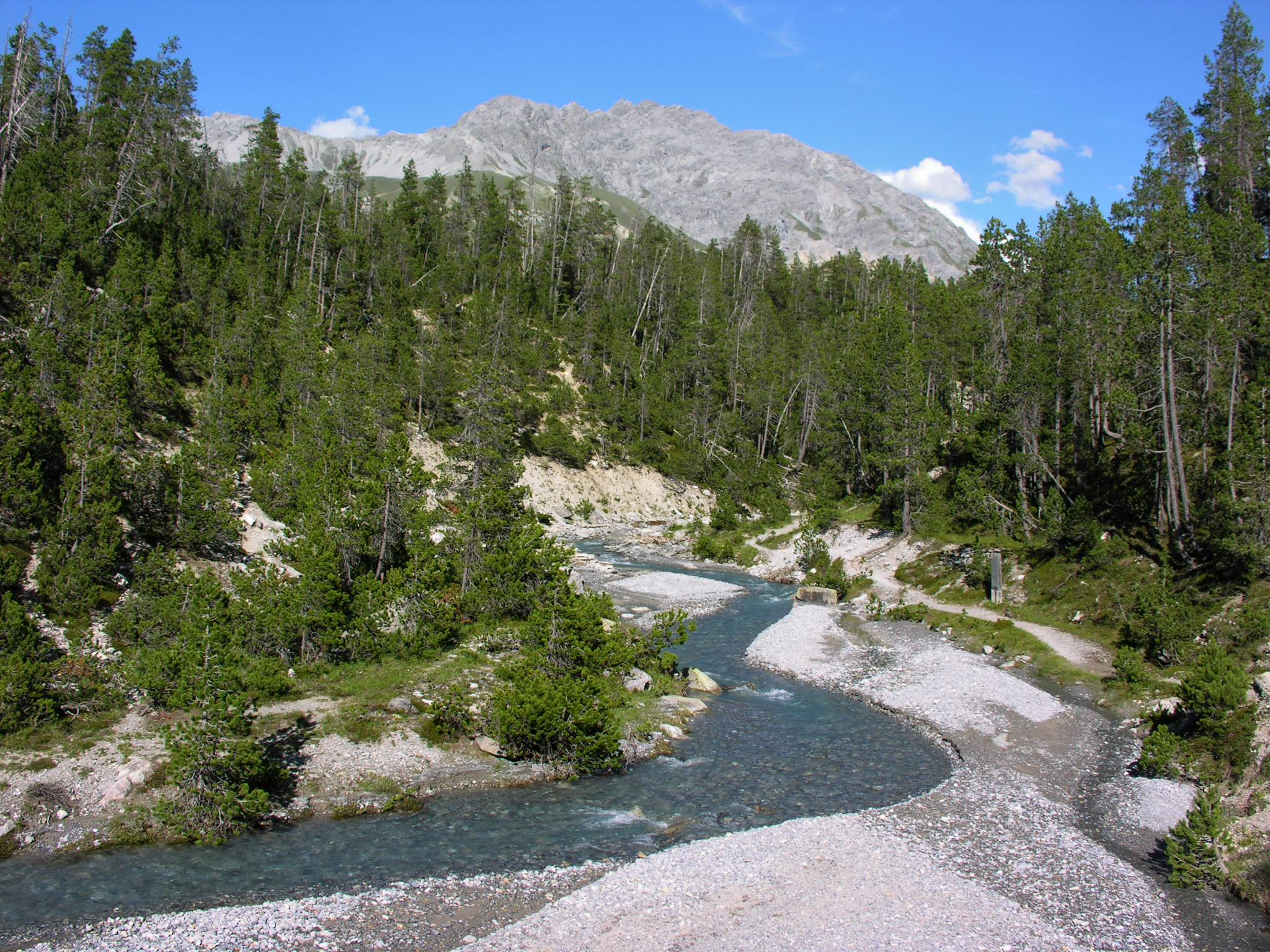
L'Ova dal Fuorn

Het Zwitsers Nationaal Park (Duits: Schweizerischer Nationalpark; Frans: Parc National Suisse; Italiaans: Parco Nazionale Svizzero; Reto-Romaans: Parc Naziunal Svizzer) ligt in het kanton Graubünden in het oosten van Zwitserland tussen Zernez, S-chanf, Scuol en de Fuornpas in de Engadin-vallei bij de grens met Italië. Het is het enige Nationale Park in Zwitserland. Het heeft een oppervlakte van 174,2 km² en is het grootste beschermde gebied van het land.

## Ontstaan
Het park is opgericht op 1 augustus 1914 en was daarmee een van de eerste nationale parken in Europa en het eerste park in de Alpen.
Een van de initiatiefnemers van het park was Paul Sarasin. Vanwege de nauwe contacten die deze had met de Belg Jean-Marie Derscheid en de Nederlander Pieter van Tienhoven in het Centre international de documentation et de correlation pour la protection de la nature, de latere IUCN, is dit nationale park van grote invloed geweest op de gedachtenontwikkeling over natuurbescherming in België en Nederland.

## Natuur
Het park bevat bergtoppen van 1400 tot 3174 m. Een derde van het park is met bos bedekt, 20% bestaat uit weide en de rest onder meer ijs, water en sneeuw. Dennensoorten zijn dominant. Het park is regenarm en droog. De gemiddelde temperatuur ligt op 0 °C, de jaarlijks neerslag op 1140 mm, het aantal uren zonneschijn op 1900 per jaar.
In het park komen vele duizenden planten en dieren voor, waaronder de gems, alpenmarmot, ree, bruine beer, steenbok en de lammergier.
Een groot deel van het park heeft een kalkrijke bodem en derhalve een kalkminnende vegetatie.

## Bescherming
Het park maakt deel uit van het netwerk van UNESCO Biosfeer Reservaten en heeft een strikt beschermingsregime. In het park is het bijvoorbeeld niet toegestaan om de wegen te verlaten, vuur te maken of te overnachten. Verstoring van dieren en planten is eveneens verboden. Honden mogen het park niet in.

## Faciliteiten
Er is een bezoekerscentrum, het Nationalparkhaus, met informatie over de flora en fauna in het Zwitsers Nationaal Park in Zernez. De weg door het park leidt over de Fuorn Pas (of Ofenpas) naar Zuid-Tirol in Italië.

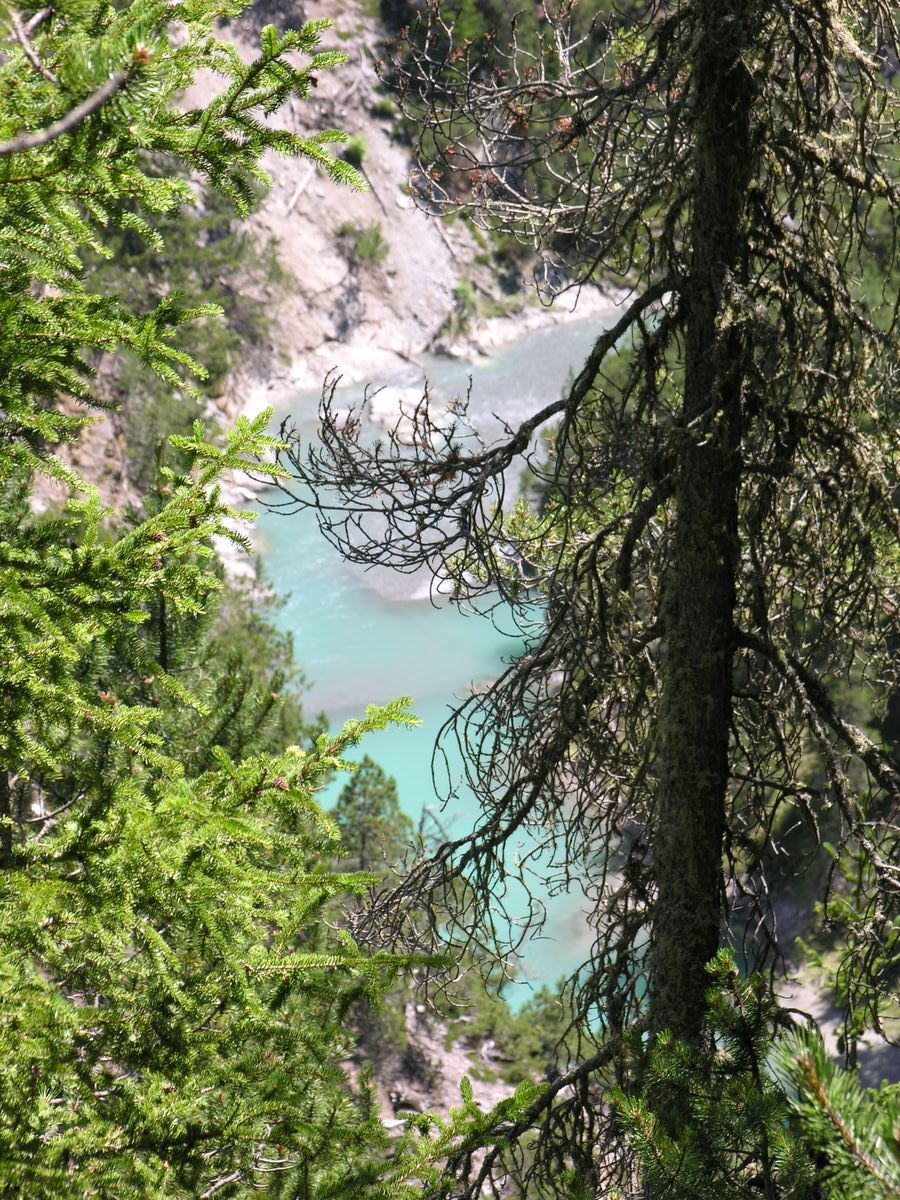
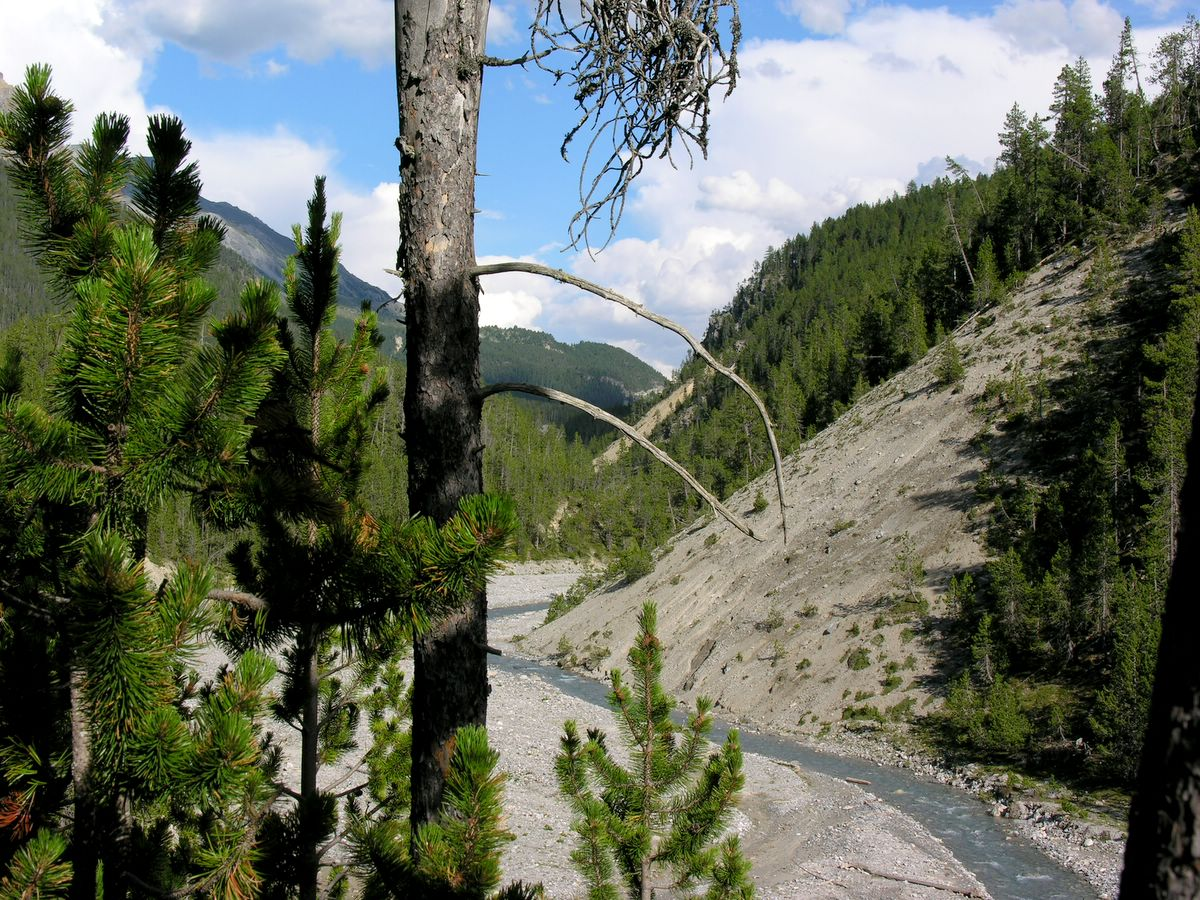
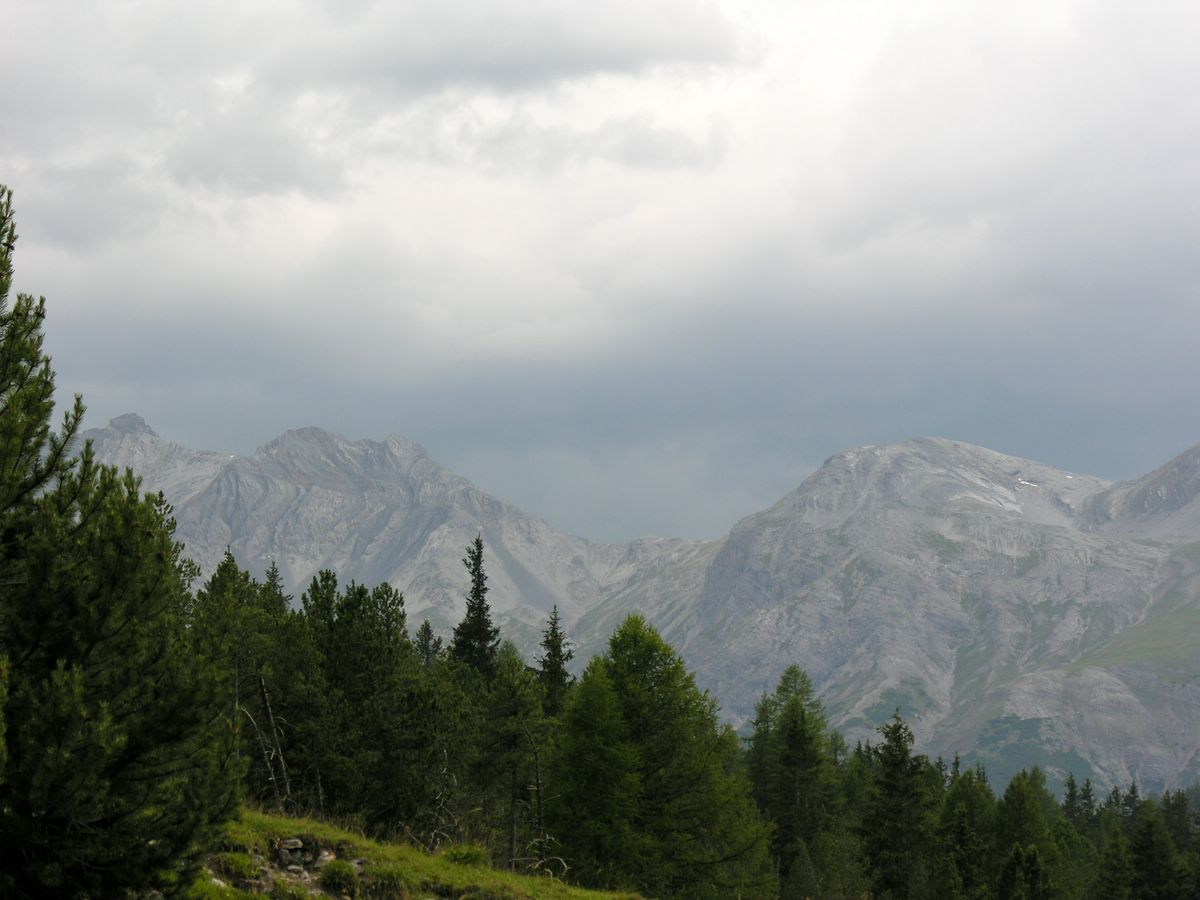
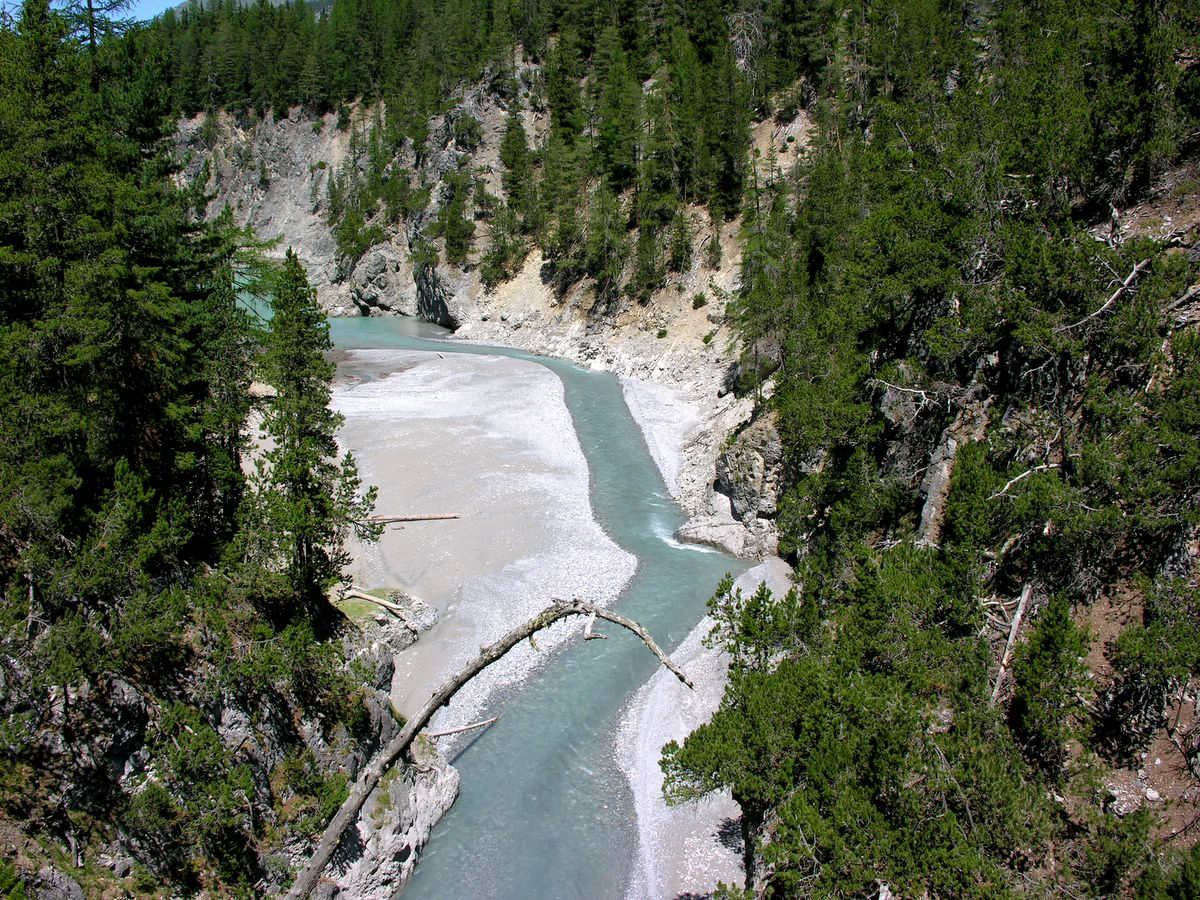
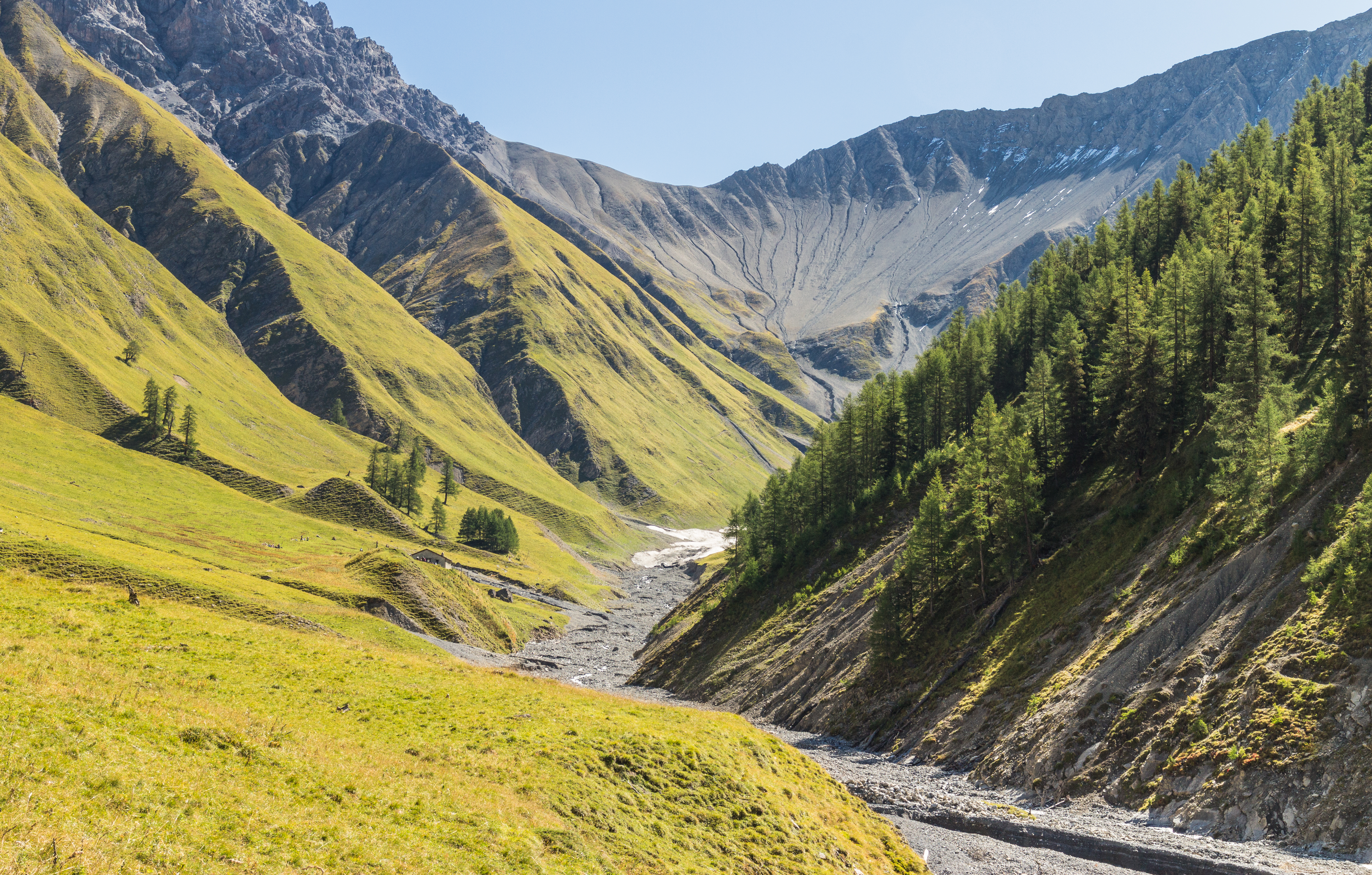